# الناصر بن الشيخ
 الناصر بن الشيخ، ولد عام 1943، رسام تونسي وأستاذ بالمعهد التكنولوجي للفن والهندسة المعمارية والتعمير بتونس. أقام عددا من المعارض الشخصية على التوالي:
- 1963 بحي الشباب بتونس
- 1964: بدار الشباب بسوسة
- 1965 بدار الشباب بسوسة
- 1978 بقاعة الأخبار

كما شارك في عدة معارض جماعية انتظمت بتونس وبالخارج.
1. ↑   http://repertoire-artistestunisiens.com/naceur-ben-cheikh/. {{استشهاد ويب}}: |url= بحاجة لعنوان (مساعدة) والوسيط |title= غير موجود أو فارغ (من ويكي بيانات) (مساعدة)
2. ↑   https://www.naceur.com/. {{استشهاد ويب}}: |url= بحاجة لعنوان (مساعدة) والوسيط |title= غير موجود أو فارغ (من ويكي بيانات) (مساعدة)